# Berga norr
Berga norr är en bebyggelse i norra delen av byn Berga  i Danmarks socken i Uppsala kommun, Uppland. Vid SCB:s ortsavgränsning 2020 avgränsades här en småort.